# Alf Rolfsen

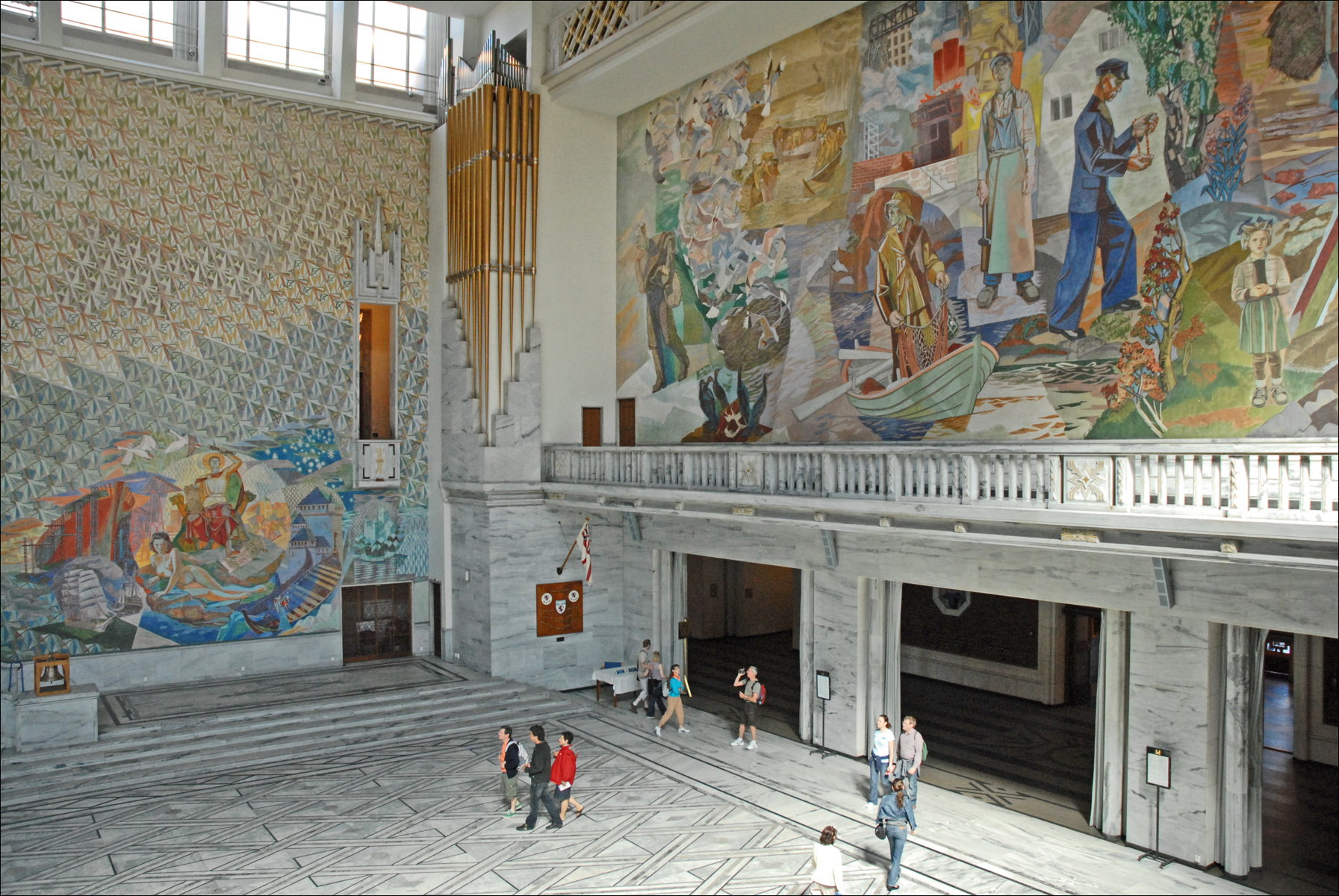
Fresker av Rolfsen i Oslo rådhus

Alf Rolfsen, född 28 januari 1895 i Kristiania (Oslo), död 10 november 1979 i Oslo, var en norsk målare, tecknare och konstskribent.

## Biografi
Rolfsen var son till läseboksredaktören Nordahl Rolfsen, och växte upp i Kristiania. Efter studentexamen 1913 studerade han vid Konsthögskolan i Köpenhamn 1913-1916 under Viggo Brandt och Peter Rostrup Boyesen.
Rolfsen anses vara en av de ledande konstnärerna inom den moderna monumentalmålningen och fresker i Norge. Intryck av kubismen och den italienska renässansens freskokonst smälter samman i hans stramt komponerade fresker med storformig modellering och distinkt teckning. Han målade dessutom stafflibilder, mest figurkompositioner och grupporträtt, som enbart de skulle ge honom en framträdande plats i norska konsthistorien, och han var också en betydande konstförfattare.
Rolfsen gjorde studieresor till Paris, Italien, Spanien, Grekland och Tyskland.

## Framställda verk i urval
Som ett huvudverk kan nämnas dekoration av Oslos Nya Krematorium (vid Västra kyrkogården) (1937). Andra verk inkluderar Telegrafbyggnadens expeditionshall, Oslo (1922), Hantverks- och Industriföreningens festvåning (1924-1926), Hersleb skola (1927), Festvåning i Oslo stadshus (1938-1950), Stiklestads kyrka, Haugesund Stadshus (1954) och Hansabryggeriet i Bergen (1967).
En studie av höger sidovägg i krematoriet hänger i Nasjonalgalleriet i Oslo och han är representerad vid bland annat Göteborgs konstmuseum. Rolfsen illustrerade också barnböcker.

## Hedersbetygelser
Rolfsen tilldelades 
- 1950 Kongens förtjenstmedalje i guld,
- 1951 Prins Eugen-medaljen,
- 1971 Norska kulturrådets pris och
- 1971St. Hallvardsmedaljen.

År 1937 utsågs han till riddare av Nordstjärneorden och 1955 till kommendör av St. Olavs-orden.